# WrestleMania 2000
WrestleMania 2000 (Wrestlemania XVI) est la seizième édition de WrestleMania, l'évènement phare de la fédération américaine de catch (Lutte Professionnelle) World Wrestling Entertainment. Cette rencontre s'est déroulée le 2 avril 2000 en l'Arrowhead Pond d'Anaheim en Californie. C'était le deuxième WrestleMania à prendre place en ce lieu, mais également le quatrième dans l'Aire urbaine de la Californie du Sud (après WrestleMania 2, WrestleMania VII et WrestleMania XII).
Lilian Garcia a chanté le Star-Spangled Banner avant le show. Les célébrités présentes étaient Ice-T, Martin Short, Michael Clarke Duncan, Pete Rose, Dustin Diamond, French Stewart et Opie and Anthony.
WrestleMania 2000 comprenait un preshow intitulé WrestleMania All Day Long, qui récapitulait toute l'histoire de WrestleMania, d'une durée de plus de 8 heures.
Le logo de WrestleMania 2000 était le premier à ne pas utiliser la police de caractères des précédents logos de WrestleMania (I-XV). Une raison possible à cela étant un élan moderniste consécutif à l'effet "an 2000" alors en vigueur. C'était aussi l'un des deux évènements de la World Wrestling Federation dont le logo WWF se trouva teint en vert plutôt que rouge. L'autre show était le Royal Rumble de la même année.
En France, cet évènement fit l'objet d'une diffusion sur Canal+, maintenant ainsi le principe du paiement à la séance : un accès payant et restreint au contenu visé.

## Contexte
Les spectacles de la World Wrestling Federation (désormais renommée WWE) en paiement à la séance sont constitués de matchs aux résultats prédéterminés par les scénaristes de la WWF. Ce fait est justifié par des storylines — une rivalité entre deux catcheurs, la plupart du temps — ou par des qualifications survenues dans les émissions de la WWF telles, à l'époque, que Raw is War, SmackDown! et Heat. Tous les catcheurs possèdent un gimmick, c'est-à-dire qu'ils incarnent un personnage gentil ou méchant, qui évolue au fil des rencontres. Un évènement comme WrestleMania est donc un événement tournant (souvent le lieu où elles trouvent leur conclusion) pour les différentes storylines en cours.

## Résultats
| #                                                          | Résultats | Stipulations                                                                             | Commentaires | Durée |
| ---------------------------------------------------------- | --- | ---------------------------------------------------------------------------------------- | --- | ----- |
| Sunday Night Heat match                                    | The Big Boss Man et Bull Buchanan battent The Godfather et D'Lo Brown (avec Ice-T et la prostituée du Godfather)                                                 | Match par équipe                                                                         | - Buchanan a effectué le tombé sur Brown après un guillotine legdrop - Ice-T a réalisé le thème d'entrée du Godfather en live. | 09:02 |
| 1                                                          | Hardcore Holly bat Crash Holly (c), Tazz, Viscera, Joey Abs, Rodney, Pete Gas, TAKA Michinoku, Funaki, Headbanger Thrasher, Headbanger Mosh, Faarooq et Bradshaw | le premier Scramble Match de la WWF de 15 minutes pour le Championnat Hardcore de la WWF | - Tazz a effectué le tombé sur Crash avec une capture suplex. (0:26) - Viscera a effectué le tombé sur Tazz après un Powerslam. (1:00) - Funaki a effectué le tombé sur Viscera avec une flying shoulderblock de Bradshaw. (7:51) - Rodney a effectué le tombé sur Funaki après l'avoir jeté contre le mur des vestiaires. (8:11) - Joey Abs a effectué le tombé sur Rodney avec une gutwrench suplex. (8:24) - Thrasher a effectué le tombé sur Joey Abs après une clothesline. (8:46) - Pete Gas a effectué le tombé sur Thrasher après un coup d'extincteur. (9:29) - Tazz a effectué le tombé sur Pete Gas avec une T-Bone Suplex. (10:17) - Crash a effectué le tombé sur Tazz après un coup de plateau. (14:20) - Hardcore l'emportait en effectuant le tombé sur Crash après l'avoir frappé avec un bocal de bonbons pour remporter le titre. (14:59) | 15:00 |
| 2                                                          | T & A (Test et Albert) (avec Trish Stratus) battent Head Cheese (Al Snow et Steve Blackman) (avec Chester McCheeserton)                                          | Match par équipe                                                                         | - Test a effectué le tombé sur Blackman après un Flying Elbow Drop. | 07:03 |
| 3                                                          | Edge et Christian battent The Dudley Boyz (Bubba Ray et D-Von) (c) et les Hardy Boyz (Matt et Jeff)                                                              | Match de l'échelle à 3 pour le Championnat par équipe de la WWF                          | - Edge et Christian l'emportaient en décrochant les ceintures. | 22:30 |
| 4                                                          | Terri Runnels (avec The Fabulous Moolah) bat The Kat (avec Mae Young) (avec Val Venis en tant qu'arbitre spécial)                                                | Catfight                                                                                 | - Terri a battu Kat après que Moolah eût envoyé The Kat en dehors du ring durant une distraction sur Venis. | 02:26 |
| 5                                                          | Too Cool (Grand Master Sexay et Scotty 2 Hotty) et Chyna battent The Radicalz (Eddie Guerrero, Perry Saturn et Dean Malenko)                                     | Match par équipe de 3                                                                    | - Chyna a effectué le tombé sur Guerrero après un Sleeper Slam. | 09:37 |
| 6                                                          | Kurt Angle (c) vs. Chris Jericho vs. Chris Benoit | Match à 3 à deux tombés pour les championnats Intercontinental et European Championship  | - Benoit a réalisé le compte de trois sur Jericho après un diving headbutt dans le premier tombé pour remporter le titre Intercontinental. (7:54) - Jericho a réalisé le compte de trois sur Benoit avec un Lionsault dans le second tombé pour remporter le titre Européen. (13:35) | 13:36 |
| 7                                                          | Rikishi et Kane (avec Paul Bearer) battent D-Generation X (X-Pac et The Road Dogg) (avec Tori)                                                                   | Match par équipe                                                                         | - Kane a effectué le tombé sur X-Pac après un Tombstone Piledriver. | 04:14 |
| 8                                                          | Triple H (c) (avec Stephanie McMahon-Helmsley) bat The Rock (avec Vince McMahon), Mick Foley (avec Linda McMahon) et The Big Show (avec Shane McMahon)           | Match à 4 par élimination pour le Championnat de la WWF                                  | - Rock a effectué le tombé sur Big Show après un coup de chaise de Mick Foley et un Rock Bottom. (4:41) - Triple H a effectué le tombé sur Foley après deux Pedigree (dont un sur une chaise). (19:41) - Triple H a effectué le tombé sur le Rock après un coup de chaise de Vince McMahon. (36:28) - Après le match, le Rock infligea son Rock Bottom à Vince, Shane et Stephanie, suivi d'un People's Elbow sur celle-ci. | 36:24 |
| (c) désigne le champion défendant son titre dans le match. | |                                                                                          | |       |